# Mark IX (tanque)
O Mark IX foi um tanque pesado de transporte de infantaria dos exécitos do Reino Unido na Primeira Guerra Mundial.